# Mlynky zastávka
Mlynky zastávka – przystanek kolejowy znajdujący się we wsi Mlynky w kraju koszyckim na linii kolejowej nr 173 Margecany – Červená Skala na Słowacji.